# 防除作業監督者
防除作業監督者（ぼうじょさぎょうかんとくしゃ）は、防除作業監督者講習会を修了した者。

## 概要
- 建築物のねずみ・昆虫等の防除作業の監督を行う。建築物ねずみ昆虫等防除業の登録には必要である。

## 受講資格
- 学校教育法（昭和22年法律第26号）に基づく高等学校若しくは中等教育学校又は旧中等学校令（昭和18年勅令36号）に基づく中等学校を卒業した後、2年以上建築物におけるねずみ、昆虫等の防除（シロアリ駆除を除く）に関する実務に従事した経験を有する者
- 5年以上建築物におけるねずみ、昆虫等の防除（シロアリ駆除を除く）に関する実務に従事した経験を有する者
- 学校教育法（昭和22年法律第26号）に基づく高等学校若しくは中等教育学校又は旧中等学校令（昭和18年勅令36号）に基づく中等学校を卒業した後、2年以上建築物におけるねずみ、昆虫等の防除（シロアリ駆除を除く）に関する実務に従事した経験を有する者と同等以上の学歴及び実務の経験を有すると認められる者

## 講習会
- 5日間、行われる。

### 講習科目
1. 建築物環境衛生制度
2. 殺そ殺虫剤
3. 作業と安全管理
4. ねずみ昆虫等防除各論
5. 実技（デモンストレーション）
6. 考査

## 再講習会
- 防除作業監督者は、2日間、新技術、新知識の修得及びその他必要な知識の反復履修を目的とすることとなっている。

### 再講習科目
1. 建築物環境衛生制度
2. 建築物衛生における動向
3. ねずみ・害虫と健康
4. 建築構造と設備
5. 防除技術における動向と要点
6. 考査

## 受講資格
- 厚生労働大臣登録防除作業監督者講習会を修了した者（建築物における衛生的環境の確保に関する法律施行規則（昭和46年厚生省令第2号）第29条第3号イに規定する講習の課程を修了した者）
- 厚生労働大臣登録防除作業監督者再講習会を修了した者（建築物における衛生的環境の確保に関する法律施行規則（昭和46年厚生省令第2号）第29条第3号ロに規定する再講習の課程を修了した者）